# Aventuras en el tiempo en vivo
"Aventuras en el Tiempo en Vivo" es la segunda banda sonora de la telenovela mexicana "Aventuras en el tiempo" grabado en vivo, que fue lanzado en México por Fonovisa. Este segundo material fue grabado gracias a la misma telenovela, el cual contiene temas diferentes al anterior, y algunos símiles pero en diferentes versiones. 

## Información
El álbum fue grabado en vivo en el Parque Fundidora en Monterrey el 10 de agosto de 2001. El CD contiene la música en vivo de la telenovela interpretada por el reparto, incluyendo a los protagonistas infantiles Belinda y Christopher y al elenco adulto Maribel Guardia, Ernesto D'Alessio, Alessandra Rosaldo y Juan Pablo Gamboa. Además cuenta con la participación del locutor Jorge Alberto Aguilera en el opening del disco.

## Canciones
| #   | Título                                                   | Intérprete(s)                       | Autor                    | Compositor(es)                                      | Duración       |  |
| --- | -------------------------------------------------------- | ----------------------------------- | ------------------------ | --------------------------------------------------- | -------------- |  |
| #   | Título                                                   | Intérprete(s)                       | Autor                    | Compositor(es)                                      | Duración       |  |
| 01. | Opening - Cue suspenso                                   | Locutor: Jorge A. Aguilera          | Texto: Miguel Ángel Sola |                                                     | 1:12           |  |
| 02. | Aventuras En El Tiempo                                   | Belinda y Christopher               | Alejandro Abaroa         | Cristina Abaroa/Pablo Aguirre                       | 2:38           |  |
| 03. | Amor Primero                                             | Belinda y Christopher               | Alejandro Abaroa         | Alejandro Carballo                                  | 4:26           |  |
| 04. | Para Siempre                                             | Maribel Guardia                     | Alejandro Abaroa         | Cristina Abaroa/Pablo Aguirre                       | 3:45           |  |
| 05. | Dame Una Seña                                            | Belinda                             | Alejandro Abaroa         | Cristina Abaroa/Pablo Aguirre                       | 3:55           |  |
| 06. | Somos Un Par De Locos                                    | Alessandra y Ernesto D'Alessio      | Alejandro Abaroa         | Pablo Aguirre                                       | 1:52           |  |
| 07. | Sólo Es Cosa De Bailar                                   | Ernesto D'Alessio                   | Alejandro Abaroa         | Pablo Aguirre                                       | 3:13           |  |
| 08. | Popurrí * Tema De Neto * Tú Eres Quien * No Es Tan Fácil | Alex Speitzer Ramiro Torres Belinda | Alejandro Abaroa         | Alejandro Carballo Pablo Aguirre Alejandro Carballo | 1:39 2:12 2:09 |  |
| 09. | Tema De Paloma                                           | Naydelin Navarrete                  | Alejandro Abaroa         | Alejandro Carballo                                  | 2:03           |  |
| 10. | Mi Estrella De Amor                                      | Christopher                         | Alejandro Abaroa         | Alejandro Carballo                                  | 3:12           |  |
| 11. | Perdóname                                                | Maribel Guardia                     | Alejandro Abaroa         | Alejandro Carballo                                  | 3:27           |  |
| 12. | Amigos, Amigos                                           | Belinda y Christopher               | Alejandro Abaroa         | Cristina Abaroa/Pablo Aguirre                       | 3:21           |  |
| 13. | Si nos dejan                                             | Juan Pablo Gamboa y Belinda         | José Alfredo Jiménez     | José Alfredo Jiménez                                | 4:57           |  |
| 14. | De Niña A Mujer                                          | Belinda                             | Alejandro Abaroa         | Cristina Abaroa/Pablo Aguirre                       | 3:30           |  |
| 15. | Bailar Contigo                                           | Christopher                         | Alejandro Abaroa         | Alejandro Carballo                                  | 2:55           |  |
| 16. | Todos Al Mismo Tiempo                                    | Belinda y Christopher               | Alejandro Abaroa         | Cristina Abaroa                                     | 3:44           |  |
| 17. | Aventuras En El Tiempo (Finale)                          | Belinda y Christopher               | Alejandro Abaroa         | Cristina Abaroa/Pablo Aguirre                       | 3:45           |  |